# Bachelor Boy (Cliff Richard-dal)
A Bachelor Boy című dal (Bruce Welch és Cliff Richard szerzeménye) egy dupla A-oldalas kislemez dala. A The Next Time című dal szerepelt az A-oldalon. A Bachelor Boy az 1963-as nagy sikerű Summer Holiday című filmben is elhangzott. Három Cliff Richard-sláger szerepelt ekkoriban a slágerlisták élén: a Bachelor Boy, a Summer Holiday és a The Shadows-sal közösen előadott Foot Tapper. Ezek a dalok még mindig gyakran szerepelnek a BBC Rádió 2 Sounds of the 60s műsorán.
A Bachelor Boy című dalt 1962. november 16-án kezdték el rögzíteni a londoni Abbey Road Stúdióban. A The Shadows biztosította a háttérvokált és ők játszottak az instrumentális hangszereken, Hank Marvin zongorázott. A producer Norrie Paramor volt, a mono és a sztereó felvételek hangmérnöke pedig Malcolm Addey. A felvételek elkészültek november 16-án, bár a végső mono és sztereó kislemez, illetve album mixek csak néhány nappal később, november 19-én lettek készen. Készült egy második felvétel is az amerikai piac számára 1963. március 25-én. Legalább tizenegy felvételt kellett elkészíteni a dalhoz, kilencet a teljes zenekarral, kettőt a vokálokkal.
1963. augusztus 10-én az ABC TV 100. Thank Your Lucky Stars című műsorában Cliff Richard megkapta az aranylemezt a Bachelor Boy/The Next Time 1 millió eladott példánya miatt.
A dal az 1963-as albumon, a Summer Holiday-en is szerepelt. Az azonos című film nagy szenzáció volt 1963-ban.
Közreműködők:
- Cliff Richard – vokál
- Hank Marvin – gitár, zongora, háttérvokál
- Bruce Welch – gitár, háttérvokál
- Brian Locking – basszusgitár
- Brian Bennett – dobok

„A Bachelor Boy című dal rendelésre készült, pár héttel azután, hogy a Summer Holiday című film elkészült és a stáb szétszéledt. A filmet éppen vágták az Elstree Stúdióban, amikor a producer rémülten rádöbbent, hogy az anyag túl rövid, pár perccel rövidebb a kelleténél. A legegyszerűbb és a legolcsóbb megoldás az volt, hogy hozzátoldjanak egy dalt. Ezért Norrie Paramornak szóltak azonnal. Szerencsére Cliff Richard és én éppen a stúdióban voltunk és két óra múlva már kész is volt a felvétel.”

– Bruce Welch

„Az 1962-63-as év különösen sikeres volt a When The Girl In Your Armsnak, a The Young Ones-nak, a Summer Holiday-nek, a The Next Time-nak és a Bachelor Boy-nak köszönhetően. Mindegyik a filmzenéből van.”

– Peter Lewry & Nigel Goodall